# Акицу-мару
«Акицу-мару» (яп. あきつ丸) — японский десантный корабль времен Второй Мировой войны, позднее переоборудованный в эскортный авианосец. Потоплен американской подводной лодкой USS Queenfish (SS-393) 15 ноября 1944 года. Число погибших составило 2046 человек.

## История постройки

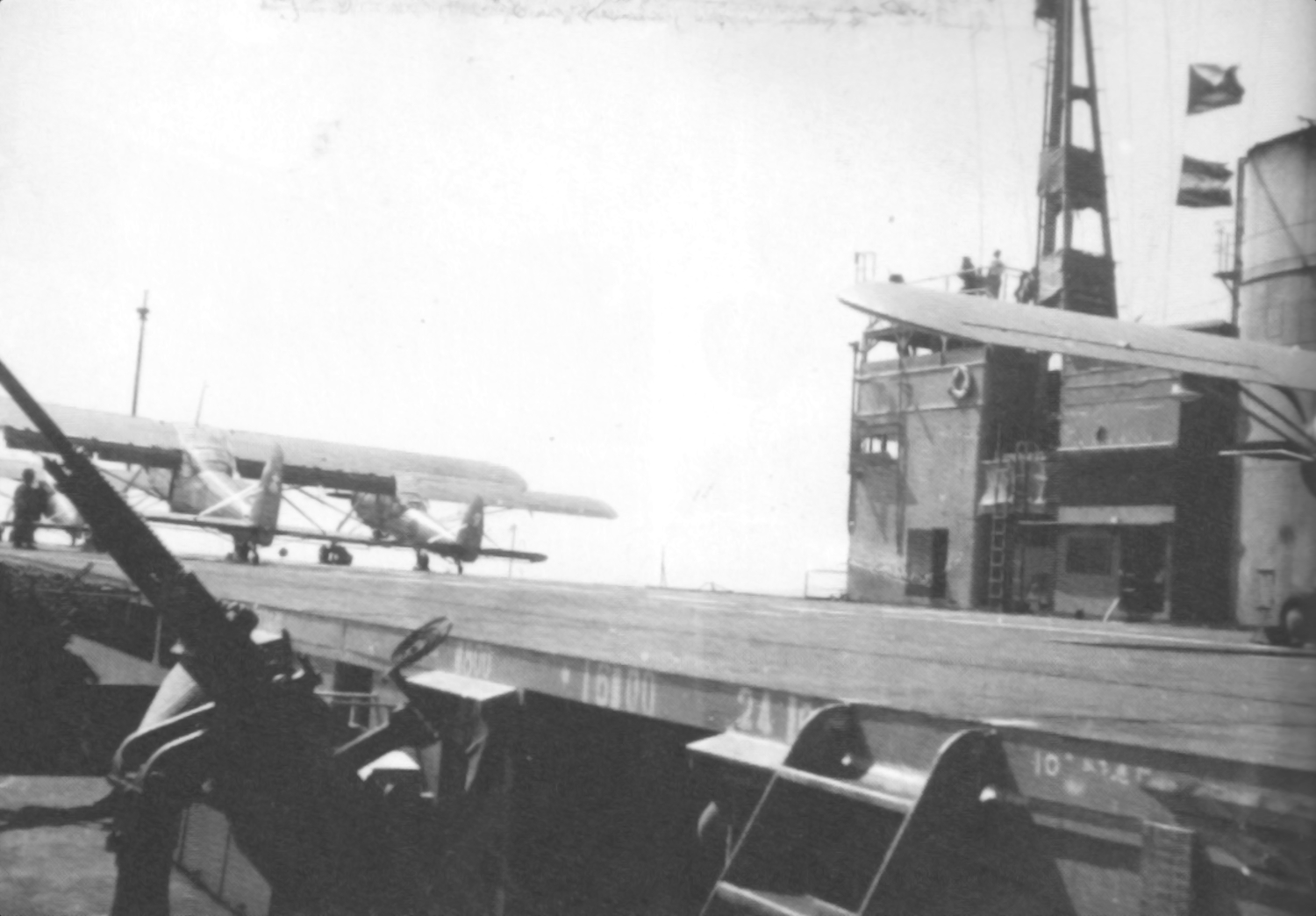
Самолёты-разведчики Ki-76 на палубе «Акицу-мару».

«Акицу-мару» был заложен как пассажирский лайнер, но до окончания постройки был реквизирован для нужд военно-морского флота и переделан в десантный корабль, который мог нести 27 десантных катеров «Дайхацу». В январе 1942 года на судне была достроена полётная палуба. Из-за недостаточной длины палубы на «Акицу-мару» могли приземляться лишь лёгкие самолёты Kokusai Ki-76 и автожир Kayaba Ka-1.
В задачи «Акицу-мару» входило обеспечение воздушного прикрытия десантных операций, но на практике он использовался в качестве парома для перевозки авиатехники.

### Потопление
«Акицу-мару» был потоплен американской подводной лодкой Queenfish 15 ноября 1944 года у побережья острова Кюсю. Погибло 2046 человек — экипаж и личный состав 64-го пехотного полка Императорской армии.